# ماساكي فوكا
ماساكي فوكا (باليابانية: 深井 正樹) (13 سبتمبر 1980 في ياماناشي في اليابان – )؛ هو لاعب كرة قدم ياباني سابق كان يلعب كمهاجم.

## وصلات خارجية
- ماساكي فوكا على موقع رابطة كرة القدم اليابانية للمحترفين (اليابانية)
- ماساكي فوكا على موقع قاعدة بيانات كرة القدم.إي يو (الإنجليزية)
- ماساكي فوكا على موقع Soccerway.com (الإنجليزية)
- ماساكي فوكا على موقع عالم كرة القدم.نت (الإنجليزية)